# حبيب يونس
حبيب يونس (بالإنجليزية: Habib Younes) هو شاعر لبناني وصحافي وكاتب سياسي وأستاذ في كلية الإعلام في الجامعة اللبنانية ولد في العام 1959. في رصيده ستة عشر كتابًا منشورًا، ويُعَدّ مرجعًا في اللغة العربية، وله عشرات الدراسات والمقالات المنشورة في مختلف المواضيع وفي مجلّات وصحف ومواقع إلكترونية شتّى. هو مُعِدّ ومقدّم برامج تلفزيونية، تنوعت بين السياسة والتاريخ والثقافة والفنّ. إنه أيضًا مؤلّف مسرحي، وصاحب قصائد غنّاها ولحّنها فنانون لبنانيون. كذلك في رصيده عدد من الألحان، وهو ناقد موسيقي. حائز جائزة حقوق الإنسان، الصّادرة عن «منظَّمة حقوق الإنسان والحقّ الإنسانيّ» في العام 2004. ويعد من الشخصيات اللبنانية المثيرة للجدل.

## حياته
وُلد حبيب أنطون يونس في بلدة شاتين (تنورين)، قضاء البترون (شمال لبنان)، في 10 نيسان 1959، بكرًا لوالديه الشاعر أنطون يونس والسيدة لور طربيه، وله شقيقان هما الدكتور المعمار الأستاذ الجامعي فريد يونس والدكتور الباحث في مجال المناعة سهيل يونس.

وعن البدايات يقول يونس في حوار صحافي:
«لو لم يكن والدي الشاعر أنطون يونس، مؤسس فرقة زجل، عايشتها في صغري لما كنت ربّما شاعراً. بعدها دلّني أساتذتي إلى اللغة والشعر. إنما هذا غير كافٍ، يجب دعم الموهبة بتطوّر ذاتي من خلال تكثيف القراءة والدراسة والتعلّم من تجارب الآخرين، لتقديم تجربة جديدة بدلا من الانطلاق العبثي».
تأهّل يونس من الصحافية والكاتبة ميراي قصّاص سنة 1989، ولهما ابنة، لين، من مواليد 1996. اعتُقل مرتين بتهمتين سياسيتين. المرّة الأولى في زمن الوصاية السورية، خلال مرحلة القمع والتنكيل التي تعرّض لها السياديون اللبنانيون، في آب من العام 2001، فحوكم بالحبس 15 شهرًا. أمّا المرّة الثانية، فمكث في السجن 69 يومًا، جرّاء افتراء إحدى الصحف عليه، بتهمة التحريض على القتل... لكنه خرج واستمرت محاكمته ثلاث سنوات، ليصدر في النهاية حكمٌ بكفّ التعقبات عنه. ولعلّ أجمل ما في الأيام التي أمضاها في السجن، أنه تغلّب على الظلم والصّعاب بإصداره ديوانَي شعر، هما «شِغْل مْحابيس» و«جديد الجاهليّة».

### بين العامي والفصيح
يقول حبيب يونس في حوار معه ، عن الشعر الفصيح والشعر العامي:
«لا أجد صراعًا بين الشعر العامي والشعر الفصيح. بل أرى تكاملًا يجعل صورة الأدب أكثر جمالًا. اللغة تتطور، وكل لغات الشرق تتحدر من لغة أم هي المتعارف على تسميتها بالسامية. وثمة ميزة في الشعر العامي اللبناني أنه موغل في القدم، خصوصًا من حيث أوزانه، وأنه كان على كل شفة ولسان في قرانا وهو عنصر أساس من ثقافتنا وذاكرتنا. هو شعر نتعلمه في المجتمع، أما الشعر الفصيح فلا تتعلمه إلا في المدرسة أو الجامعة، إلا إذا كنت من محبيه ومريديه».
ويضيف:
«لا أفكر في أي لغة أكتب حين أريد كتابة قصيدة. ثمة كلمة مفتاح، أو صورة أو فكرة، هي تأخذني إلى العامية أو إلى الفصحى، وتحدد الوزن والقافية، من تلقائها. ويا ليت هذا الكلام على الصراع بين اللغتين، ينتهي، لمصلحة التشجيع على الكتابة الجميلة، خصوصًا في عصر التواصل المتطور الذي أسقط حواجز كثيرة بين المجتمعات، وجعل خصائص كل لهجة معروفة من الجميع».

## مسيرته المهنية
مذ بدأ حياته العملية، كتب في السياسة والتاريخ والأدب واللغة والموسيقى والرياضة، وتنقّل بين وسائل إعلامية عدة. عمل في الصحافة قبل أن يدخل كلية الإعلام والتوثيق في الجامعة اللبنانية ويحصل على إجازة في الصحافة ووكالات الأنباء عام 1981. أبرز المحطات في مسيرته المهنيّة:
• أستاذ مدرِّب في كليّة الإعلام، الجامعة اللبنانية، الفرع الثاني، في مواد الكتابة الإعلامية وفنّ المقالة وفن الإلقاء، ومشرف مساعد على مشاريع التخرج للسنة الثالثة، منذ العام 2013.
• محطة «أو تي في» اللبنانية: معدّ ومقدّم برنامج «رح نبقى هون»، وهو برنامج عن تاريخ لبنان، قابل فيه كبار المؤرّخين والمختصّين، سنة 2015.
• محطة «أو تي في» اللبنانية: معدّ ومقدّم برنامج «نقطة فاصلة» السياسي الفكري الثقافي الأسبوعي، وقد حاور فيه كبار أهل السياسة والثقافة والفكر بين 2007 و2009.
• إذاعة «صوت الغد» اللبنانية: مدير أخبار وبرامج سياسية بين 2006 و2009.
• إذاعة «صوت المدى» اللبنانية: مدير أخبار وبرامج سياسية بين 2009 و2010.
• معدّ ومقدّم لبرنامج «ديوان المسا» على إذاعة «لبنان الثقافة»، وقد استضاف فيه كبار شعراء لبنان، من 2013 إلى 2015.
• شركة «كوميدي بروداكشن» لصاحبها شربل خليل: إنتاج وإعداد لبرامج تلفزيونية بين 2010 و2013.
• موقع الكتائب الإلكتروني الرسمي: كاتب مقال أسبوعي بين 2010 و2014.
• يعمل مع دور نشر لبنانية وعربية، في مجال التدقيق اللّغويّ وإعادة الصّياغة، منذ العام 2010.
• مشرف على سلسلة «كُروم الحبر» الصّادرة عن مطابع الكريم – جونيه، 2016.
• مجلّة «المسيرة» الأسبوعية: مدير تحرير بين 1985 و1988.
• جريدة «الحياة» العربية: سكرتير تحرير مكتب بيروت بين 1988 و2003.
• عمل في إذاعات «لبنان الحر» (شهرًا واحدًا - تشرين الأول 1981)، و«جبل لبنان» (قدّم برنامج رياضة شاملًا بين 1983 و1985)، وتولّى إدارة إذاعة «صوت الأرز» ورئاسة تحرير أخبارها (1989 – 1990)، و«راديوراما» (قدّم برنامج بث مباشر منوّعًا بين 1994 و1996).
• تلفزيون «سي بي أن» الأميركي: مراسل في مكتب بيروت بين 1985 و1988.
• جريدة «حراس الأرز» الأسبوعية الجامعية، وتدرّج فيها حتى تولّى رئاسة تحريرها بين العامين 1977 و1980.
• جريدة «الشباب» الأسبوعية الجامعية: مؤسِّس ورئيس تحرير.
• صحيفة «العمل» اللبنانية اليومية، قسم الأخبار العربية والدولية، ما بين العامين 1980 و1985.
• صحيفة «الحديث» اللبنانية الاغترابية الأسبوعية: محرر للصفحة السياسية 1977- 1988.
• إعداد التقرير الصحافي اليومي لمكتب الشيخ بشير الجميّل، قائدًا للقوات اللبنانية، ومن ثم رئيسًا، بين 1981 و1982، وقد استمرّ إصدار هذا التقرير بعد اغتيال الجميّل، حتى العام 1983.
• «الوكالة اللبنانية للأنباء»: مدير تحرير بين 1983 و1985.
• محطّة «أل بي سي أي» التلفزيونية اللبنانية: بين 1980 و1985، في المراحل التحضيرية التي سبقت بثّها على الهواء.

## نشاطات وجوائز
• ألقى عشرات المحاضرات في جامعات ومنتديات لبنانية كثيرة، وأدار ندوات سياسية وثقافية.
• وُضعت عن شعره دراسة ماجيستر في الجامعة اللبنانية – كليّة الآداب، الفرع الثاني، تحت عنوان: «الألم في شعر حبيب يونس»، عام 2013.
• حائز جائزة حقوق الإنسان، الصّادرة عن «منظَّمة حقوق الإنسان والحقّ الإنسانيّ» – لبنان، عام 2004.
• عضو في «جمعية تجاوز الثقافية» منذ العام 2012.
• أمين صندوق جميعة بيت الشعر الثقافية التي يرأسها الشاعر غسان مطر.

## مؤلفاته
لحبيب يونس العديد من المؤلفات في الشعر والأدب والمسرح، منها:

### في الشعر
• «شِغْل مْحابيسْ»، شعر باللغة اللبنانية المحكية، منشورات المرشدية العامة للسجون في لبنان، 2003. كتبه بين 2001 و2002، وهو شبه يوميّات شعرية عن 15 شهرًا أمضاها في سجن روميه.
• «صارو اللي فَوْق كْتارْ»، شعر باللغة اللبنانية المحكية، إصدار خاص، 2008، كتبه تخليدًا لذكرى ستة من أفراد عائلته فقدهم تباعًا.
• «لَوْز النَّعَسْ»، شعر باللغة اللبنانية المحكية، إصدار خاص، 2008، ديوان غزل مؤلَّفة كل قصائده من بيتين.
• «جديد الجاهليّة»، شعر باللغة العربية، إصدار خاص، 2009، قصائد تحكي واقع الحال بلغة وألفاظ جاهليّة.
• «عمْر... ما بْيِنْطُرْ حَدا»، شعر باللغة اللبنانية المحكية، إصدار خاص، 2010، ديوان يقوم على فكرة الغياب والموت.
• «نَيْسَانُ يَمُرُّ بِنَا... قُبَلَا»، شعر بالفصحى، قصائد غزليّة، 2014.
• ديوان «أَنْجِلُوا»، شعر بالفصحى، 2015.
• ديوان «وْلاد الْغَصِبْ عَنُّنْ»، شعر باللغة اللبنانية المحكية، 2015.
• «يا رَيْت عِلَّيْت السَّما شي شْوَيّ»، شعر باللغة اللبنانية المحكية، يقع في 320 صفحة، وهو صادر عن سلسلة «كروم الحبر» – مطابع الكُرَيْم، يبرز أصالة الإنسان والأرض، ويعبق فيه البخور ويحضر الغياب، 2017.
- «يمكن ع بال الغيم شربة مي» - شعر بالعامية اللبنانية - 2019 [2]

### في المسرح
• مؤلِّف مسرحية «طْلاع من راسي»، ومؤلِّف أغانيها شعرًا ولحنًا، إخراج ميلاد هاشم، بطولة ميشال غانم، 2014.
• مؤلِّف مسرحية «بالمزاد العلني»، ومؤلِّف أغانيها شعرًا ولحنًا، إخراج ميلاد هاشم، بطولة ميشال غانم، 2015.

### في الأدب والنثر
- «مبْتَدأ جاءَ خبَرُه»، لغة وسياسة، إصدار خاص، 2009، كتاب نثريّ يجمع فيه بين قواعد اللغة والسياسة والمجتمع والأدب.
- «عُكّازٌ للسّماء»، إصدار خاص، 2011، قصص صغيرة جدًّا تتناول موضوعات شتى.
- • كتاب «الشاعِرُ وَالزَّجّالُ... والشِّعْرُ بينهما»، بالاشتراك مع مارون أبو شقرا، دراسة تاريخية نقدية تحليلية، 2016.[27]
- «نَدِي... الفتى الرَّجل»... قصة قصيرة للناشئة، صادرة عن «دار ميترا»، 2018.
- «أيقونات الغيم والتراب» - نثر - 2019 [2]
- «فليسفاء - كي يبقى لبنان الكبير كبيرا» - 2019، يضم مجموعة مقالات انتقاها من بين عشرات كتبها أو نشرها أو كلمات ألقاها في مناسبات أو مقدمات وضعها لكتب طوال مسيرته في حقلي الأدب والصحافة.[28]

#### «وَحْدَكْ الكْتَارْ»
• «وَحْدَكْ الكْتَارْ» ، شعر ونثر، باللغتين العربية واللبنانية، إصدار خاص بالتعاون مع مطبعة الكُرَيْم - جونيه، 2013، وقد جمع فيه قصائد ونصوصًا ومقدمات ألقاها في مناسبات سياسية تخصّ رئيس الجمهورية العماد ميشال عون، منذ العام 1989 إلى العام 2013.
• وَحْدَكْ الِكْتارْ... وْأَكْتَرْ"، شعر ونثر، باللغتين العربية واللبنانية، إصدار خاص بالتعاون مع مطبعة الكُرَيْم - جونيه، 2018، ضمن سلسلة "كروم الحبر"، وقد جمع فيه قصائد ونصوصًا ومقدمات ألقاها في مناسبات سياسية تخصّ رئيس الجمهورية العماد ميشال عون، منذ العام 2014 إلى العام 2018.

## قصائد مغنّاة للشاعر حبيب يونس
• «سيّدي الرئيس» التي كتبها بالاشتراك مع الشاعر هنري زغيب، وأدّتها الفنانة ماجدة الرومي ، وكذلك قصائد «لن أعود»  و«غنوا معي للحب» وكلها من ألحان جمال سلامة، وثلاث قصائد لتونس (ألحان إحسان المنذر) والأردن (ألحان إيلي شويري) وسلطنة عمان (ألحان عبدو منذر) وغيرها.
• قصيدة «اكتبني قصيدة» للفنانة عبير نعمة، من ألحان مارسيل خليفة.
• قصيدة «لعبة بين الدمار» للفنان عبد الله مريش من ألحان لطفي بوشناق.
• أغنية جنريك مسلسل «بيروت سيتي» للفنانة سينتيا كرم، من ألحان تيدي نصر.
وغنّى ولحّن من قصائده وديع الصافي وهيام يونس والياس الرحباني وباسكال صقر وهشام بولس وجوزف خليفة وزياد بطرس وزين العمر وجهاد حدشيتي.

## روابط خارجية
- جوزف حرب في برنامج "نقطة فاصلة" على "أو تي في" مع حبيب يونس كانون الثاني 2008 على يوتيوب
- نقطة فاصلة مع الشاعر الراحل سعيد عقل - الجزء الأول على يوتيوب
- رح نبقى هون - الأربعاء 25 شباط 2015 - الجزء 1 على يوتيوب
- حوار اليوم مع الشاعر حبيب يونس
- حبيب يونس - نبذة